# Comitas powelli
Comitas powelli é uma espécie de gastrópode do gênero Comitas, pertencente a família Pseudomelatomidae.